# Xã Sherrill, Quận Texas, Missouri
Xã Sherrill (tiếng Anh: Sherrill Township) là một xã thuộc quận Texas, tiểu bang Missouri, Hoa Kỳ. Năm 2010, dân số của xã này là 5.608 người.